# لوبچ (استان اوپوله)
لوبچ (به لهستانی: Lubcz) یک منطقهٔ مسکونی در لهستان است که در گمینا گرودکوو واقع شده‌است.